# Otolit

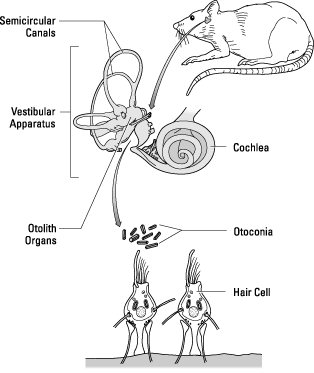

Otolit, statolit, kamyczek błędnikowy, statokonium (gr. ὠτο 'ucho', στατός 'trwały, stały, nieruchomy', λῐ́θος 'kamień') – występujący u niektórych kręgowców i bezkręgowców element receptorów grawitacyjnych, zwykle w postaci grudki fosforanu lub węglanu wapnia, wchodzący w skład narządu zmysłu słuchu i zmysłu równowagi (narząd otolitowy). U bezkręgowców (nazywany statolitem) znajduje się wewnątrz statocysty, na włoskach czuciowych. Najbardziej wykształcone otolity mają ryby promieniopłetwe.
Otolit uciska włoski czuciowe innych komórek, rejestrujące kierunek oddziaływania siły ciężkości. W efekcie tego komórki wysyłają odpowiednią informację do ośrodkowego układu nerwowego i zwierzę zachowuje orientację przestrzenną – wie, w jakim znajduje się położeniu względem otoczenia, co umożliwia mu zachowanie lub zmianę pozycji.
Podobną funkcję mają statolity roślinne. Są to wypełnione skrobią amyloplasty, które na skutek oddziaływania grawitacyjnego przemieszczają się ku dołowi, dając tym sygnał do wzrostu geotropicznego. 
Otolity ryb mają wielkość od 1 mm do 3 cm. Są elementami wapienno-białkowymi, zawierają węglan wapnia i otolinę. Mieszczą się w narządach równoważno-słuchowych (błędnikach błoniastych). W każdym błędniku (prawym i lewym) występują trzy otolity: strzałka (sagitta), gwiazdka (asteriscus) i kamyczek (lapillus). Największym z nich jest zazwyczaj strzałka, rzadziej gwiazdka. Otolity pełnią ważną funkcję w utrzymaniu równowagi. Określają kierunek źródła dźwięku, a także jego odległość, która jest ustalana na podstawie fazowej różnicy między przyspieszeniem otolitów a ciśnieniem fali dźwiękowej.
Statolity u człowieka, o wielkości od 1 do 10 μm, zwane także kamyczkami usznymi, mają kształt pryzmatu. U osób dorosłych kamyczki błędnikowe w plamce łagiewki są dwa razy mniejsze niż w plamce woreczka. U niemowląt różnice te są nieznaczne.

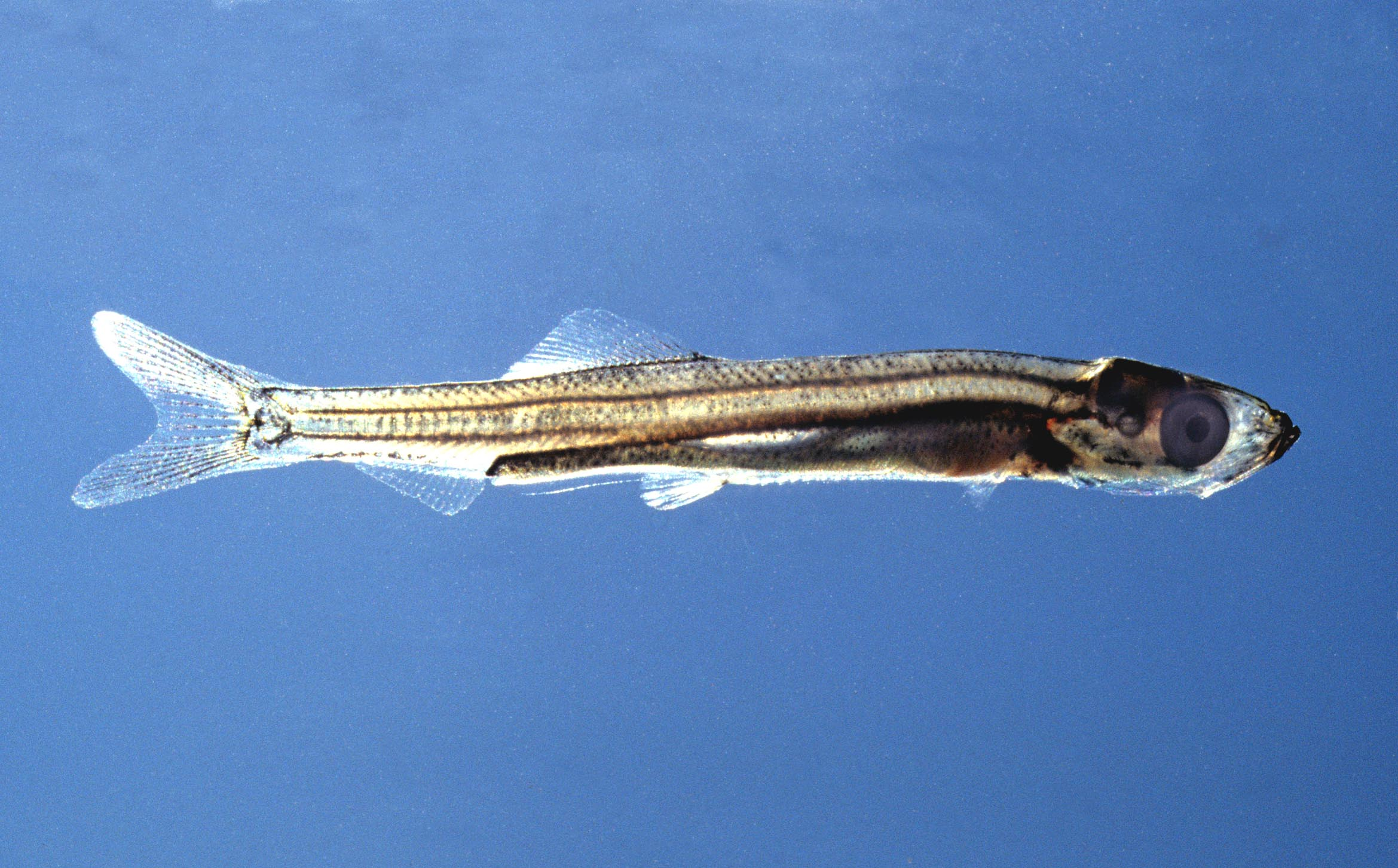
Otolity widoczne po lewej stronie oka u młodocianego śledzia

Budowa otolitów ma duże znaczenie w taksonomii i paleontologii.